# 이치 존스 스타디움
이치 존스 스타디움(Itchy Jones Stadium)은 일리노이주 카본데일에 있는 야구장이다. 스타디움은 NCAA 디비전 I 미주리 밸리 콘퍼런스의 서던일리노이 살루키스 야구 팀의 홈구장이다. 1964년에 개장한 이 경기장은 2,000명의 관중을 수용한다. 필드 이름은 전 남부 일리노이 야구 코치 에비 마틴의 이름을 따서 명명되었으며 이전에는 단순히 애비 마틴 필드(Abe Martin Field) 로 알려졌다. 2014년에 완전히 개조된 후 더 큰 경기장은 이치 존스 감독의 이름을 따서 "이치 존스 스타디움"으로 헌정되었다.

## 역사
1964년 건설 이후 1972년까지 방치된 상태였고 1972년 4월 30일에는 공식적으로 애비 마틴에게 헌정되었다. 마틴은 대학에서 33년 동안 재직하는 동안 19시즌(1946-1964) 동안 살루키 야구를 지도했고 봉헌식 시간에 스코어보드도 추가되었다.

### 2011년 리노베이션
마틴 필드의 사용 50년 차에 접어들면서 노후 시설 개선에 대한 요구가 높아졌다. 작가 토드 헤퍼멘이 "고대의 애비"라고 명명한 이 시설은 미주리 밸리 컨퍼런스 팀이 사용한 가장 오래된 시설이었고 2011년에는 이 분야를 업데이트할 계획이 세워졌다.
대학은 2011년 5월 아베 마틴 필드를 개조하기 위한 모금 캠페인을 발표했다. 추가 계획에는 경기장 조명, 보도 자료실, 울타리 및 새로운 덕아웃이 포함되었다. 새로운 좌석 구조가 건설되었고 마틴의 라이와 버뮤다 잔디 조합이 필드터프로 대체되었다. 살루키의 야구 감독인 켄 헨더슨(Ken Henderson)은 "다음 단계를 밟기 위해, 그 다음 큰 단계를 밟기 위해서는 그 시설이 있어야 한다"며 이러한 노력을 지지했다. 미래 시설의 컴퓨터 이미지 보관됨 2011-09-30 - 웨이백 머신 가 제공되었고 2014년 3월 13일에 필드는 공식적으로 존스를 기리기 위해 이름이 변경되었다. 존스가 참석해 기념식 첫 공을 던졌다.